# Governo Varadkar I
Il Governo Varadkar I è stato il 31º governo della storia dell'Irlanda. Ha iniziato il mandato il 14 giugno 2017, in seguito alle dimissioni del Taoiseach precedente Enda Kenny.
Era guidato da Leo Varadkar ed era un governo di minoranza formato dal Fine Gael e da personalità indipendenti. La maggioranza che appoggiava il governo disponeva di 57 seggi su 158 nel Dáil Éireann, una maggioranza di due seggi inferiore rispetto al precedente governo.

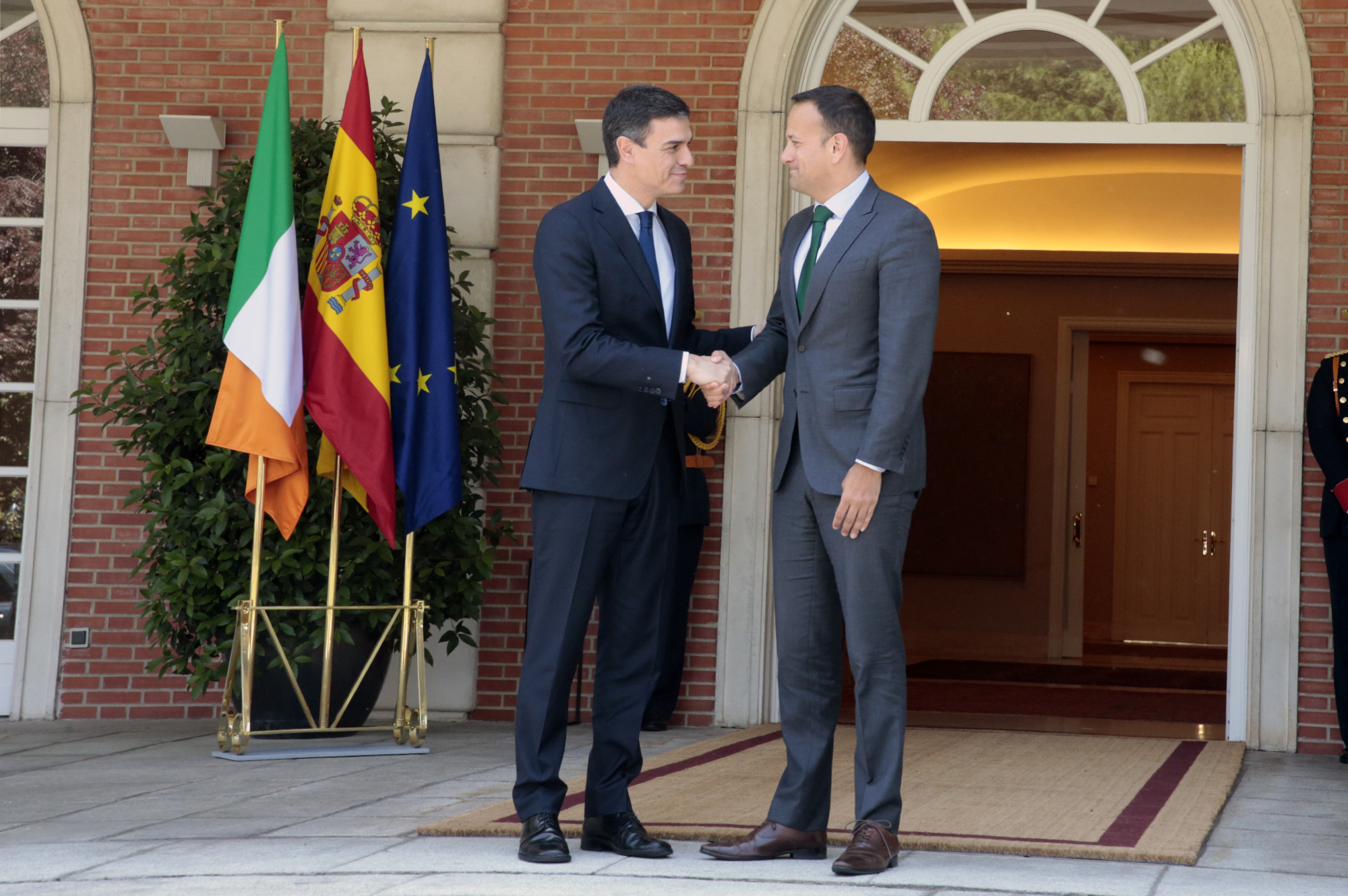
Leo Varadkar viene ricevuto a Madrid dal primo ministro spagnolo Pedro Sánchez il 14 giugno 2018

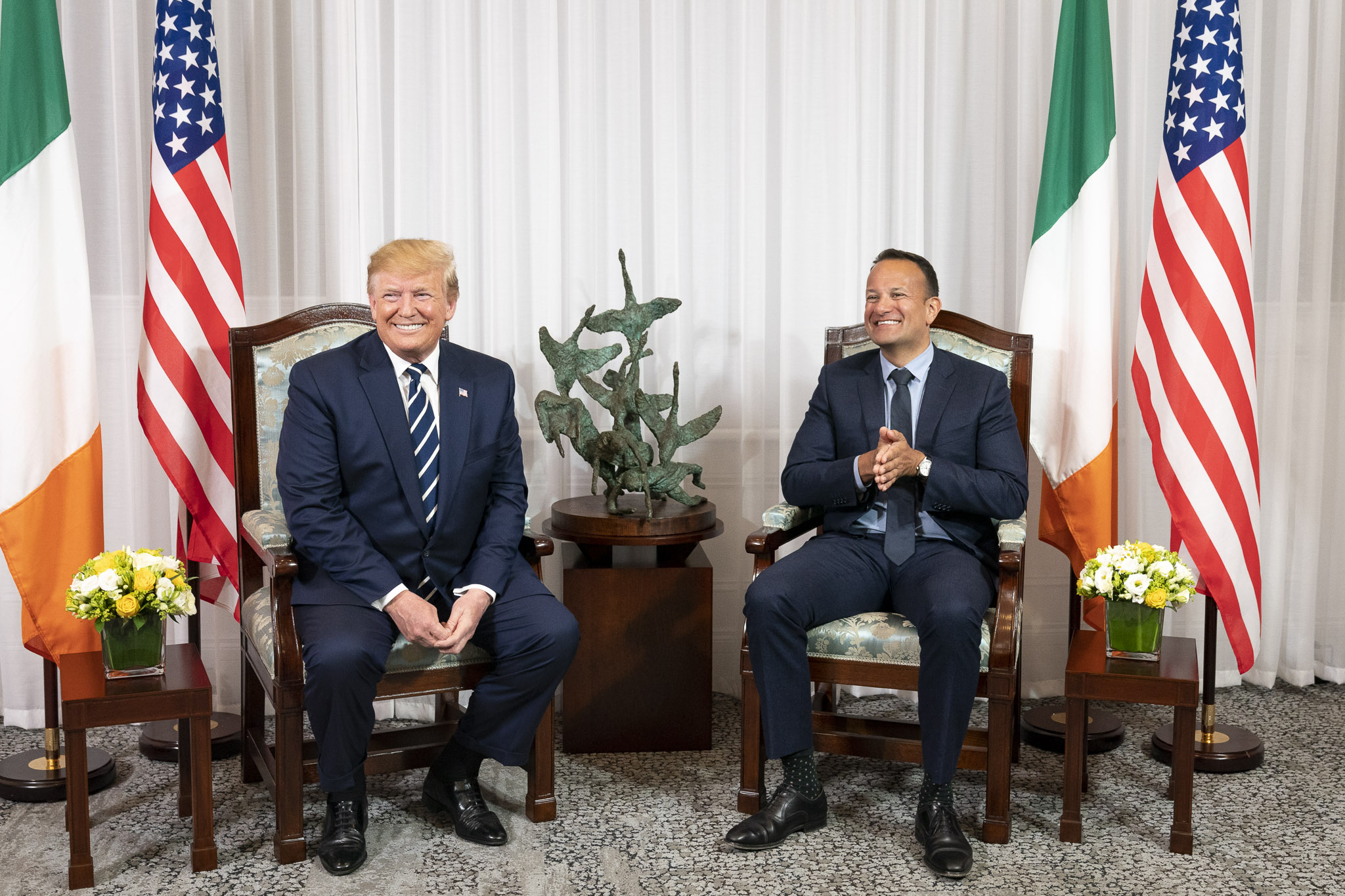
Leo Varadkar incontra il presidente Donald Trump

## Voto di nomina a Taoiseach
| 14 giugno 2017 Voto per la nomina di Leo Varadkar a Taoiseach Mozione proposta da Enda Kenny e appoggiata da Josepha Madigan | 14 giugno 2017 Voto per la nomina di Leo Varadkar a Taoiseach Mozione proposta da Enda Kenny e appoggiata da Josepha Madigan | 14 giugno 2017 Voto per la nomina di Leo Varadkar a Taoiseach Mozione proposta da Enda Kenny e appoggiata da Josepha Madigan |
| --- | --- | --- |
| Sì | Fine Gael (50), Indipendenti (7) | 57 / 158 |
| No | Sinn Féin (23), Partito Laburista (7), Alleanza Anti-austerità - Alleanza Popolo Prima del Profitto (6), Independents 4 Change (4), Partito Verde (2), Social Democratici (2), Workers and Unemployed Action (1), Indipendente (5) | 50 / 158 |
| Astenuti | Fianna Fáil (44), Indipendenti (1) | 45 / 158 |
| Non voto | Indipendenti (3), Ceann Comhairle (1) | 4 / 158 |

## Membri del governo
| Incarico                                    | Titolare                                            | Partito | Partito      |
| ------------------------------------------- | --------------------------------------------------- | ------- | ------------ |
| Taoiseach                                   | Leo Varadkar                                        |         | Fine Gael    |
| Difesa                                      | Leo Varadkar                                        |         | Fine Gael    |
| Tánaiste Affari, Imprese ed Innovazione     | Frances Fitzgerald (2017 - dicasteri scorporati)    |         | Fine Gael    |
| Tánaiste                                    | Simon Coveney (2017-2020 - dicastero istituito)     |         | Fine Gael    |
| Affari, Imprese ed Innovazione              | Heather Humphreys (2017-2020 - dicastero istituito) |         | Fine Gael    |
| Finanze Spesa Pubblica e Riforme            | Paschal Donohoe                                     |         | Fine Gael    |
| Affari esteri                               | Simon Coveney                                       |         | Fine Gael    |
| Giustizia                                   | Charles Flanagan                                    |         | Fine Gael    |
| Salute                                      | Simon Harris                                        |         | Fine Gael    |
| Cultura, Patrimonio e Gaeltacht             | Heather Humphreys (2017)                            |         | Fine Gael    |
| Cultura, Patrimonio e Gaeltacht             | Josepha Madigan (2017-2020)                         |         | Fine Gael    |
| Agricoltura, Alimentazione e Marina         | Michael Creed                                       |         | Fine Gael    |
| Istruzione ed Abilità                       | Richard Bruton (2017-2018)                          |         | Fine Gael    |
| Istruzione ed Abilità                       | Joe McHugh (2018-2020)                              |         | Fine Gael    |
| Comunicazioni, Azione climatica ed Ambiente | Denis Naughten (2017-2018)                          |         | Indipendente |
| Comunicazioni, Azione climatica ed Ambiente | Richard Bruton (2018-2020)                          |         | Fine Gael    |
| Trasporti, Turismo e Sport                  | Shane Ross                                          |         | Indipendente |
| Infanzia ed Affari giovanili                | Katherine Zappone                                   |         | Indipendente |
| Zone rurali e Sviluppo delle comunità       | Michael Ring                                        |         | Fine Gael    |
| Affari dell’impiego e Protezione sociale    | Regina Doherty                                      |         | Fine Gael    |
| Alloggi, Pianificazione e Governi locali    | Eoghan Murphy                                       |         | Fine Gael    |